# World Destruction League: Thunder Tanks
World Destruction League: Thunder Tanks là một game thuộc thể loại đua xe chiến đấu do hãng The 3DO Company đồng phát triển và phát hành vào năm 2000.

## Lối chơi
Tương tự dòng game Twisted Metal và Vigilante 8, người chơi buộc phải thu thập "powerups" và đánh bại xe cộ đối phương, nhưng cũng phải cướp lấy cờ bên địch nhằm giành lấy phần thắng về mình. Tuy nhiên, tất cả phương tiện trong trò chơi này đều là xe tăng hết nên mới lấy đó làm tên gọi của game. Bản thân trò chơi khá là ngắn, khiến nó ít được biết đến trong giới game thủ. Nó cũng là một trong những tựa game PlayStation 2 đầu tiên được phát hành. Nó được coi là người kế nhiệm tinh thần cho dòng game Battletanx, vì nó có lối chơi tương tự như vậy, và được thực hiện bởi cùng một công ty, The 3DO Company. Ngoài ra còn một chiếc môtô tăng từ bản Battletanx: Global Assault xuất hiện trong đoạn phim mở đầu game, và nhiều chiếc trong số xe tăng có thể chơi được đều lấy cảm hứng hoặc sao chép trực tiếp từ Battletanx. Một chiếc tăng M-80 bị đảo ngược (chỉ có trong phiên bản PS1 của Battletanx: Global Assault) cũng lộ diện trong game như chiếc Skorpion Bomb Tank do AI điều khiển mà người chơi không lái được.

## Đón nhận
Phiên bản PlayStation 2 nhận được đánh giá "trái chiều", trong khi phiên bản PlayStation nhận được những đánh giá "không thuận lợi", theo trang web tổng hợp kết quả đánh giá Metacritic.